# Det Teologiske Fakultet (Aarhus Universitet)
 For alternative betydninger, se Det Teologiske Fakultet. (Se også artikler, som begynder med Det Teologiske Fakultet)
Det Teologiske Fakultet var fra 1942 til 2011 et selvstændigt fakultet på Aarhus Universitet, hvor det blev lagt sammen med Det Humanistiske Fakultet og Danmarks Pædagogiske Universitetsskole til Faculty of Arts. I dag udgør teologi en selvstændig afdeling placeret i Nobelparken som et af de største teologiske fagmiljøer i Norden.
Fakultetet blev grundlagt 1942 og har bl.a. huset Aarhusteologerne.

## Udvalgte ansatte
| - Anders-Christian Jacobsen, professor MSO - Dan Enok Sørensen, studielektor, cand.mag. - Christian Thodberg, professor, konfessionarius - Else Marie Aagaard, professor - Eve-Marie Becker, dr.theol. habil., professor - Jes Fabricius Møller, professor MSO - Johannes Sløk, professor - Johannes Aagaard, professor - K.E. Løgstrup, professor | - Kirsten Nielsen, professor - Ole Davidsen, studielektor, dr.theol. - Peter Lodberg, lektor, dr.theol. - P.G. Lindhardt, professor, dr.theol - Regin Prenter, professor - Svend Andersen, professor, dr. theol. - Troels Nørager, lektor, dr.theol. - Ulrik Becker Nissen, lektor - Ulla Schmidt, dr.theol., professor MSO |

## Ekstern henvisning
- Hjemmeside for Afdeling for Teologi Arkiveret 23. december 2015 hos  Wayback Machine